# Scott Matthew

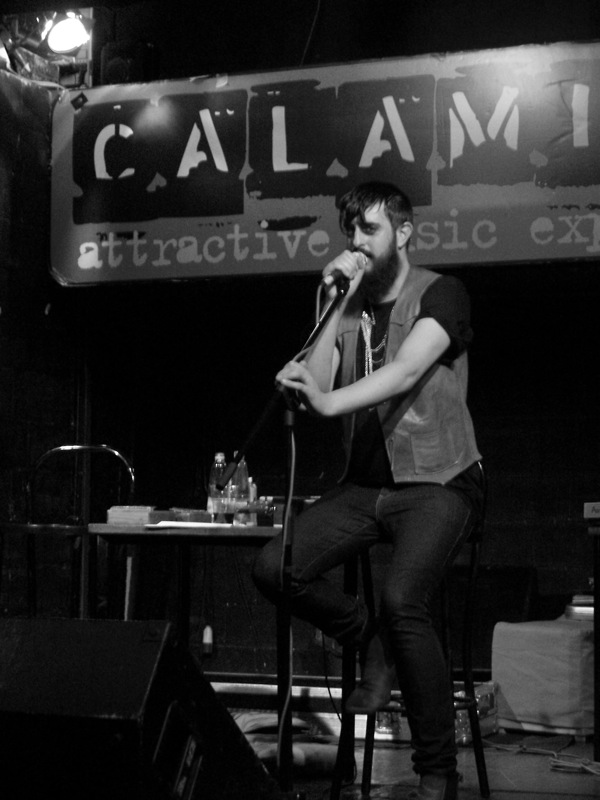
Scott Matthew (2008)

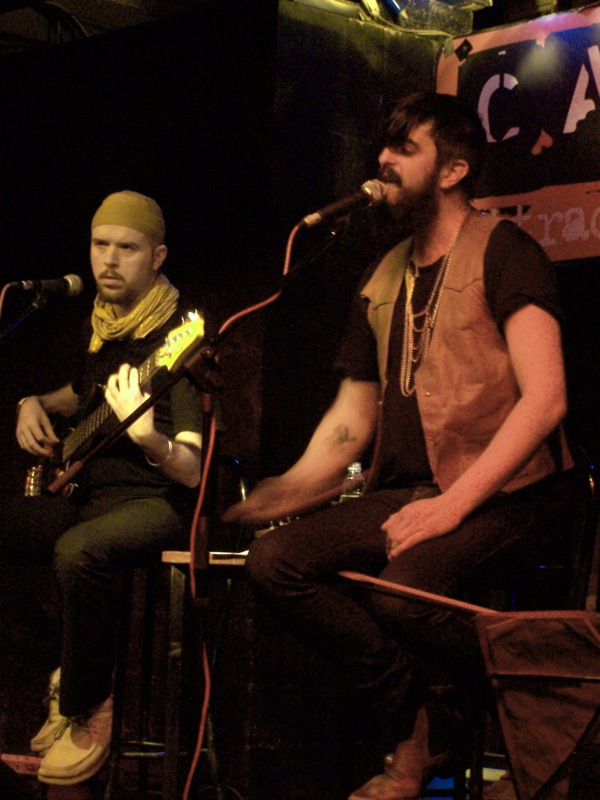
Scott Matthew (rechts) bei einem Auftritt im November 2008

Scott Matthew (* in Queensland, Australien) ist ein australischer Sänger, Gitarrist und Textdichter. Aktuell wohnt und arbeitet er als unabhängiger Künstler in New York.

## Karriere
Matthew war ein Mitglied der alternativen Pop-Band Elva Snow, die er mit dem Ex-Morrissey-Mitglied Spencer Cobrin gründete.
Bekannt wurde Matthew durch seine Gesangsbeiträge zum Soundtrack der Animeserien Ghost in the Shell: Stand Alone Complex und Cowboy Bebop: Knockin’ on Heaven’s Door, die beide von der Komponistin Yoko Kanno produziert wurden. Außerdem ist er mit sechs Liedern auf dem Soundtrack der Erotikkomödie Shortbus von John Cameron Mitchell vertreten.
2011 sang er auf dem Rosenstolz-Comeback-Album Wir sind am Leben einige Textpassagen im Song Beautiful.
Im Herbst 2011 sang er für den portugiesischen Komponisten und Keyboarder Rodrigo Leão das Stück Terrible Dawn für dessen Album A Montanha Mágica auf. Das Album erschien noch 2011 und stieg auf dem ersten Platz der portugiesischen Charts ein. Auf der Kompilation Songs (2004-2012) erschienen 2012 zehn der wenigen Gesangsstücke Leãos, stets von Gastsängern gesungen. Scott Matthew war dort mit zwei Stücken vertreten, Terrible Dawn und Incomplete. Es folgte 2014 das gemeinsame Album Life Is Long, das bis auf Platz zwei der portugiesischen Charts kam, und eine Vielzahl gemeinsamer Auftritte. Scott Matthew veröffentlichte im Jahr 2020 sein Album Adorned in Zusammenarbeit mit dem Label Glitterhouse, bei welchem er bis heute ist. 
Seine Stimme wird als warm, sinnlich und ein wenig androgyn bezeichnet. Er ist ein fähiger Gitarrist und Ukulele-Spieler.

## Diskografie

### Alben
- 2005: Elva Snow
- 2007: Scott Matthew
- 2009: There Is an Ocean That Divides and with My Longing I Can Charge It with a Voltage Thats So Violent to Cross It Could Mean Death
- 2011: Gallantry’s Favorite Son
- 2011: Best of Scott Matthew
- 2013: Unlearned
- 2015: This Here Defeat
- 2016: Life Is Long (mit Rodrigo Leão)
- 2018: Ode to Others
- 2020: Adorned
- 2024: A Small Conduit of Great Affairs

### EPs
- 2008: Rx’s Prescription Cocktail Mixers (feat. Eric D. Clark)
- 2008: Silent Nights
- 2011: To Love Is to Live/To Receive Is to Give (Limited Tour Edition)